# Caripeta
Caripeta là một chi bướm đêm thuộc họ Geometridae.

## Các loài
- Caripeta aequaliaria Grote, 1883
- Caripeta angustiorata Walker, 1863
- Caripeta aretaria (Walker, 1860)
- Caripeta canidiaria (Strecker, 1899)
- Caripeta divisata Walker, 1863
- Caripeta hilumaria (Hulst, 1886)
- Caripeta interalbicans Warren, 1904
- Caripeta latiorata Walker, 1863
- Caripeta macularia (Barnes & McDunnough, 1916)
- Caripeta ocellaria (Grossbeck, 1907)
- Caripeta piniata (Packard, 1870)
- Caripeta pulcherrima (Guedet, 1941)
- Caripeta suffusata Guedet, 1939